# Teresa Mestre i Climent
Teresa Mestre i Climent   (Sarrià, 1869 - Nova York, 22 d'abril de 1948), coneguda com La Ben Plantada, va ser una dona de la burgesia catalana de la primera meitat del segle xx. Va ser famosa perquè va inspirar Eugeni d'Ors en la creació del personatge de La Ben Plantada, la representació ideal dels valors noucentistes que d'Ors defensava.
Per desavinences familiars, es va separar del seu marit, l'industrial mataroní Jaume Baladia, i va marxar amb l'historiador i intel·lectual Josep Pijoan, un esdeveniment que va causar una gran commoció dins el seu cercle social a l'època.

## Biografia
Era nascuda a la vila de Sarrià quan encara no estava integrada a la ciutat de Barcelona. El seu pare, Josep Mestre i Morer (1842-1898), era un farmacèutic ric amb activitat política, que tenia una farmàcia al carrer de l'Hospital de Barcelona; la seva mare, Filomena Climent Heredero (1844-1896), patia una bronquitis crònica que marcava la vida familiar.
Va conèixer Jaume Baladia, hereu de fàbriques tèxtils de Mataró, quan aquest estudiava a Barcelona. Jaume era orfe des de nadó, ja que els seus pares havien mort quan ell va néixer. Havia estat adoptat per la seva tieta Ramona Soler, que condicionaria molt la seva educació i la seva dependència com a futur hereu de les fàbriques. Jaume i Teresa es van casar a Barcelona el 24 de maig de 1893, a l'església de Santa Anna, i van fixar la seva residència a Barcelona, al carrer de Lleó XIII, a la zona alta de la ciutat. Uns pocs anys més tard, l'11 de novembre de 1896, la bronquitis va matar la mare de Teresa, amb 52 anys, i el seu pare es va suïcidar per amor més tard, el 10 d'agost de 1898. Teresa va demanar a la seva germana Dolors que anés a viure amb ells.
Els Baladia formaven part del cercle artístic i intel·lectual de la burgesia catalana. Prat de la Riba era amic seu, Ramon Casas era el pintor de la família, Puig i Cadafalch i Pompeu Fabra eren companys de classe de Jaume Baladia. A les trobades socials que s'organitzaven a casa seva, en Pompeu Fabra va conèixer i es va casar amb Dolors, la germana de Teresa, i passà a formar part de la família.
El 7 d'agost de 1902 va pujar el pic d'Aneto acompanyant el seu marit, que era membre del Centre Excursionista de Catalunya, un fet històric en convertir-se en la primera dona espanyola a conquerir-lo.
La parella va tenir tres fills: Jaume, conegut com a Gip (1894-1984), Maria Teresa, coneguda com a Nini (1898-1975) i Francesc Xavier, conegut com a Ninus (1899-1985).

## Els retrats de Casas
Ramon Casas, artista de referència del modernisme, va ser el pintor de la família Baladia a qui va realitzar fins a 11 retrats. De Teresa Mestre va pintar dos olis i, com a mínim, un dibuix al carbonet.
El primer era Retrat de la senyora Baladia (MNAC) de 1907, es troba al Museu Nacional d'Art de Catalunya i representa Teresa dempeus amb una túnica blanca i un estil clarament classicista. L'obra no va estar exempta de problemes, ja que la figura sembla que va ser la imatge que materialitzava l'ideal noucentista que Eugeni d'Ors apreciava en la personalitat de Teresa. Segons Joan Ainaud de Lasarte, d'Ors havia influït en la Junta de Museus, que estava organitzant l'Exposició Internacional d'Art de Barcelona de 1906, perquè hi afegís un premi especial que recaigués en aquesta obra. L'interès responia, d'una banda, a la idealització que feia d'aquesta imatge i, d'altra, al fet que volia que fos la primera obra que formés part de la Galeria de dones formoses que ell impulsava. Aquesta exposició pública d'una dama de la burgesia no va agradar a la família. Ramona, la tieta i padrina de Jaume Baladia, sobre qui exercia una forta influència, considerava que "només les dones solteres podien fer de model en un retrat". Aquest fet va provocar que Ramon Casas, en una carta de 16 de novembre de 1906, acceptés la compra de l'obra per part de la Junta de Museus, subjecta a unes condicions que la família imposava. En concret indicava que "no podia figurar en cap mena de galeria de retrats i tan sols formar part dels museus municipals".
El segon retrat a l'oli –també anomenat Retrat de la senyora Baladia– és de 1908 i forma part de la col·lecció familiar. Casas va pintar Teresa amb un aspecte molt relaxat, ocupant tot l'espai amb els seus braços elegantment oberts i sostenint una rosa groga a la mà. La obra va ser realitzada sense model, a partir d'apunts que havia pres durant les seves estades a la residència d'Argentona quan estava fent els retrats dels fills de Teresa. No hi ha constància si Teresa tenia coneixement de la seva realització, però és clar que ho va fer a l'esquena de la família després de les tensions generades pel primer retrat. Quan la tieta Ramona ho va descobrir va forçar el seu nebot Jaume a expulsar de casa la seva dona.
El retrat al carbonet és de les mides i estil que solien tenir els seus habituals dibuixos apareguts a Pél & Ploma. Es tracta d'un retrat de perfil amb una línia única per delimitar els trets principals d'una personalitat enigmàtica. Casas capta la mirada melancòlica com la que havia reflectit al retrat del MNAC de 1907. Treballa amb detall la seva cabellera, tot un símbol de la seva modernitat. Els difuminats de la cabellera i la part posterior del coll aporten dinamisme i moviment al personatge. Casas prescindeix de cap element complementari que distregui l'atenció sobre la persona i ressalta la vivacitat amb uns lleus tocs de color amb pastel als llavis i l'orella que esdevé punt central del dibuix i connexió entre la pell i el cabell. L'obra la va conservar l'autor fins que poc abans de la seva mort la va donar a la filla de la model, Niní, com es coneixia Maria Teresa Baladia i Mestre.